# Ptychatractus
Ptychatractus is een geslacht van weekdieren uit de klasse van de Gastropoda (slakken).

## Soorten
- Ptychatractus californicus Dall, 1908
- Ptychatractus ligatus (Mighels & C. B. Adams, 1842)
- Ptychatractus occidentalis Stearns, 1873
- Ptychatractus youngi Kilburn, 1975